# تشاد (مغن راب)
تشاد (بالإنجليزية: Chad)‏ هو رابر جنوب أفريقي، ولد في 16 أبريل 1993 في بريتوريا في جنوب أفريقيا.